# Dirty Cops
Pour les articles homonymes, voir Black and Blue.
Pour plus de détails, voir Fiche technique et Distribution.
Dirty Cops (titre original : Black and Blue) est un thriller américain réalisé par Deon Taylor, sorti en 2019.

## Synopsis
Une jeune policière assiste malgré elle à l’assassinat de plusieurs dealers de drogue par des flics ripoux. Ayant filmé la scène grâce à sa caméra piéton, elle décide de tout faire pour livrer cette preuve irréfutable à la justice. Mais les policiers corrompus vont user de tous leurs pouvoirs pour l'en empêcher.

## Fiche technique
Sauf indication contraire, les informations mentionnées dans cette section peuvent être confirmées par la base de données cinématographiques IMDb,  présente dans la section « Liens externes ».
- Titre original : Black and Blue
- Réalisation : Deon Taylor
- Scénario : Peter A. Dowling
- Direction artistique : Mark A. Terry
- Décors : Bradford Johnson
- Costumes : Lauren Bott
- Photographie : Dante Spinotti
- Montage : Matt Evans et Peck Prior
- Musique : Geoff Zanelli
- Production : Sean Sorensen
- Sociétés de production : Hidden Empire Film Group, Royal Viking Entertainment, Screen Gems
- Sociétés de distribution : Sony Pictures Entertainment
- Pays d'origine :  États-Unis
- Langue originale : anglais
- Genres : thriller
- Durée : 107 minutes
- Dates de sortie :
  - États-Unis : 25 octobre 2019[1]

## Distribution
- Naomie Harris (VF : Célia Torrens ; VQ : Pascale Montreuil) : Alicia West
- Tyrese Gibson (VQ : Patrick Chouinard) : Milo "Mouse" Jackson
- Frank Grillo (VQ : Pierre Auger) : Terry Malone
- Mike Colter (VQ : Thiéry Dubé) : Darius Terrow
- Reid Scott (VQ : François-Simon Poirier) : Kevin Jennings
- Beau Knapp (VQ : Hugolin Chevrette) : Smitty
- Nafessa Williams (VQ : Éveline Gélinas) : Missy
- James Moses Black (VQ : Widemir Normil) : Deacon Brown
- Frankie Smith : Tez
- Carsyn Taylor : Jamal
- Nelson Bonilla (VQ : Tristan Harvey) : Doyle
- John Charles II (VQ : Philippe Martin (acteur)) : Zero

 Source et légende : version québécoise (VQ) sur Doublage.qc.ca